# مریم بهرمن
مریم بهرمن فعال اجتماعی، فعال حقوق زنان، و وبلاگ‌نویس است.
مریم بهرمن عضو هیئت مؤسس و هیئت مدیرهٔ تشکل غیردولتی «انجمن زنان پارس» و از اعضای «کمپین یک میلیون امضا» می‌باشد.
هم‌چنین وی عضو کمپین‌های ،"همبستگی زنان علیه خشونت‌های اجتماعی " ، «اعتراض به فشارهای غیرقانونی علیه فعالان جنبش زنان» است. وی عضو شورای مرکزی شیراز جبهه مشارکت ایران اسلامی در سال‌های ۸۴ و ۸۵ نیز بوده‌است.

## سابقهٔ فعالیت
وی پس از پایان تحصیلات با نهادها، انجمن‌ها و مؤسسات مختلفی همکاری کرد که از آن جمله می‌توان به موارد زیر اشاره کرد:
- جبهه مشارکت ایران اسلامی تا سال ۱۳۸۵
- انجمن زنان پارس، به عنوان عضو هیئت مدیره - از سال ۱۳۸۲ تا انتهای دوران فعالیت آن در سال ۱۳۸۷
- مؤسسهٔ کنشگران داوطلب، به عنوان مدیر پروژه، کارشناس و آموزش‌گر - سال ۱۳۸۵
- مجلهٔ فروغ، به عنوان همکار تحریریه - سال‌های ۱۳۸۶ تا ۱۳۸۸

### فعالیت دوران دانشجویی
مریم بهرمن دانش‌آموخته مهندسی برق گرایش مخابرات و از فعالان نیمه دوم دهه هفتاد دانشگاه آزاد اسلامی محسوب می‌شود، وی فعالیت دانشجویی خود را در انجمن علمی دانشجویی برق و کامپیوتر دانشگاه آزاد اسلامی واحد نجف‌آباد و در نشریه علمی تخصصی دانش برتر (صاحب عنوان کشوری در نشریات دانشگاهی) به عنوان عضو هیئت تحریریه آغاز کرد و در همان سال، در دومین دوره انتخابات، به عنوان عضو هیئت مدیره و جانشین دبیر انجمن انتخاب شد.

### فعالیت‌های جنبش زنان و حقوق بشر
- عضو کمپین یک میلیون امضا، از زمان آغاز فعالیت کمپین در سال ۱۳۸۵
- همراهی با جنبش همگرایی زنان برای طرح مطالبات در دوران تبلیغات انتخاباتی دهمین دورهٔ ریاست جمهوری
- همراهی با "همبستگی زنان علیه خشونت‌های اجتماعی " در ایام بعد از انتخابات
- برگزاری کارگاه‌ها، سخنرانی‌ها و سمینارهای متعدد با محوریت حقوق بشر و مسائل زنان در مناسبت‌هایی مانند روز جهانی حقوق بشر، روز جهانی نفی خشونت، روز جهانی زن و… طی سال‌های متمادی در قالب «انجمن زنان پارس»
- شرکت در پنجاه و پنجمین اجلاس زنان ملل متحد (CSW) و سخنرانی دربارهٔ «تکنولوژی ارتباطات و اطلاعات در ایران از دیدگاه جنسیتی» در اسفند ۱۳۸۹[۱]

### فعالیت در حوزه وبلاگ نویسی
مریم بهرمن طی چند سال در فضای مجازی با نگارش وبلاگ «چهره‌پوش» و سپس «ورق‌پاره» حضور داشته‌است. البته وی بعد از اینکه وبلاگ‌اش چند بار فیل‌تر شد، نوشتن را در صفحات تازه‌ای به نام‌های «ورق‌پاره‌ای در تبعید» و «یک ورق‌پارۀ دیگر» ادامه داد.

### سخنرانی در پنجاه و پنجمین نشست کمسیون مقام زن
پنجاه و پنجمین کنفرانس سی اس دبلیو سازمان ملل در ۲۲ فوریه سال ۲۰۱۱ با موضوع دسترسی زنان و دختران به آموزش، علوم و تکنولوژی و اشتغال زنان و کار شایسته آغاز به کار کرد. سی اس دبلیو (به انگلیسی: Commission of Status of Women) کمیسیون مقام زن یا کمیسیون وضعیت زنان ترجمه شده‌است.
مریم بهرمن در این نشست با ارائه مقاله‌ای تحت عنوان نگاهی به فناوری اطلاعات و ارتباطات با رویکرد جنسیتی در خصوص نقش فناوری اطلاعات و ارتباطات و تأثیر آن در زندگی زنان اعم از زنان شهری و روستایی و همین‌طور نقش این تأثیر در زندگی روزمره زنان، صحبت کرد.

## دستگیری و بازداشت
مریم در ساعت ۷ و ۳۰ دقیقهٔ بامداد ۲۱ اردی‌بهشت ۱۳۹۰ در منزل پدری‌اش در شیراز بازداشت شد. چند تن از مأموران امنیتی با در دست داشتن حکم بازداشت به منزل این فعال اجتماعی مراجعه کردند و بعد از سه ساعت بازرسی منزل و اتاق ایشان و ضبط بعضی از اموال شخصی، از جمله تلفن همراه، چندین جلد کتاب، لپ‌تاپ و… ایشان را به اتهام «اقدام علیه امنیت ملی» بازداشت و به بازداشت‌گاه ادارهٔ اطلاعات شیراز (پلاک صد) منتقل کردند.
پس از نزدیک به دو هفته از بازداشت وی، در روز سوم خردادماه ۱۳۹۰ خانوادهٔ بهرمن موفق به ملاقات وی در بازداشتگاه پلاک صد (بازداشتگاه اطلاعات شیراز) شدند. پس از این ملاقات خانواده مریم توانستند نزدیک به شش بار (تا شهریورماه ۱۳۹۰) با وی ملاقات حضوری داشته باشند.
مریم بهرمن ۵۵ روز را در سلول انفرادی بازداشتگاه ادارهٔ اطلاعات گذراند. بعد از این مدت در تاریخ ۱۳ تیرماه ۱۳۹۰ به کانون اصلاح و تربیت میانرود (بند زنان زندان شیراز) منتقل شد. اما پس از گذشت یک هفته انتقال به بند زنان زندان شیراز، ضمن ممنوع‌الملاقات شدن، از سایر زندانیان جدا و همراه با یک زندانی دیگر در سلول جداگانه‌ای نگهداری شد.
در ۱۵ مرداد ۱۳۹۰ مریم بهرمن در تماس تلفنی با خانواده از انتقال خود به شهر تهران و بند ۲۰۹ وزارت اطلاعات خبر داد. در تاریخ ۲۰ شهریور ۱۳۹۰ او را به بازداشتگاه پلاک صد شیراز بازگرداندند و پس از ۴ روز در عصر ۲۴ شهریور ۱۳۹۰ با قرار وثیقه آزاد شد.

## آزادی به قید وثیقه
مریم بهرمن ساعت پانزده و ده دقیقه روز پنج شنبه ۲۴ شهریورماه ۱۳۹۰ آزاد شد. وی پس از یکصد و بیست و هفت روز بازداشت موقت (شامل ۸۷ روز انفرادی) با قید وثیقه به مبلغ دو میلیارد و پانصد میلیون ریالی از بازداشتگاه شیراز آزاد شد.